# Эквиано, Олауда
Олауда Эквиано (устар. Олаудах Экиано; англ. Olaudah Equiano), также — Густав Васа (Ваза, англ. Gustavus Vassa), около 1745 — 31 марта 1797) — аболиционист и первый англоязычный чернокожий писатель, происходивший из народа игбо на территории современной Нигерии. Был рабом в молодости, позднее купил себе свободу. Провёл два десятилетия в экспедициях и плаваниях, прежде чем осесть в Британии и присоедниться кздешнему аболиционистскому движению.
Его автобиография (1789), реалистично описывавшая ужасы рабства, послужила делу аболиционизма; вскоре после его смерти, в 1807 г., был принят закон о запрете работорговли. У современных историков имеются сомнения в том, был ли он продан в рабство в Западной Африке или родился рабом в Америке.

## Основные события жизни
Книга начинается рассказом о родной стране автора (совр. Нигерия), описываются обычаи и традиции народа игбо. Согласно автобиографии, в 1755 году его с младшей сестрой похищают черные торговцы рабами, затем разлучают с сестрой, несколько месяцев перепродают, пока в конце концов он не попадает на невольничий корабль, на котором в тяжелейших условиях его вместе с 244 другими рабами-африканцами привозят на Барбадос в Британской Вест-Индии, а затем в английскую колонию Виргиния, где он работает в поле.
Через несколько недель его покупает офицер английского флота Майкл Генри Паскаль и увозит в Англию, вместе с ним он служит на различных военных кораблях. Паскаль дает ему имя Густава Васы, шведского короля, возглавившего борьбу своего народа против владычества Дании и Реформацию в Швеции. Именно оно становится официальным именем Эквиано, в то время как африканское имя Эквиано Олауда впервые появляется только в его автобиографии. Эквиано уже дважды переименовывали: на борту невольничьего судна его называли Майклом, а его первый рабовладелец — Джейкобом. На этот раз Эквиано отказался и сказал новому владельцу, что предпочитает, чтобы его и дальше звали Джейкобом. Его отказ, по его словам, «принёс мне множество подзатыльников», и в конце концов он согласился на новое имя.
Время службы у Паскаля приходится на годы Семилетней войны, и он сопровождал того в качестве камердинера. Вместе с хозяином участвует в осаде Луисбурга (1758), в сражении при Лагуше (1759), в осаде острова Бель-Иль (1761). Во время морских сражений служит подносчиком пороха (powder monkey). Паскаль затем отправил его к своей невестке в Великобританию, чтобы тот мог посещать школу и учиться читать и писать.
Эквиано овладевает английским языком, грамотой и началами арифметики, 4 февраля 1759 года принимает крещение в англиканской церкви и ведет жизнь полноправного матроса английского флота. Но в конце 1762 года, к концу войны, когда он уже надеется стать свободным человеком, хозяин внезапно продает его капитану корабля «Очаровательная Салли», который увозит его в Вест-Индию. Он попадает на остров Монтсеррат, где после нескольких месяцев изнурительной работы на разгрузке и погрузке корабля его покупает купец-квакериз Филадельфии Роберт Кинг, на которого он работает следующие 4 года. Благодаря грамотности, сметливости и честности ему удается стать настолько полезным для хозяина, что тот поручает ему заботиться о своих товарах в ближних и дальних плаваниях и даже позволяет заниматься попутно собственным мелким бизнесом, благодаря чему он скапливает необходимую сумму и в 1766 году покупает себе вольную.
Еще год Эквиано проводит в Вест-Индии свободным человеком, занимаясь той же деятельностью и постоянно сталкиваясь с чудовищным ущемлением прав чернокожих, даже обладающих статусом свободного человека. В одно из плаваний его корабль терпит крушение среди багамских отмелей, и только его смелость и решительность позволяет спастись всей команде. В другой раз в плавании умирает капитан, но опыт и самообладание Эквиано позволяют довести корабль до порта.

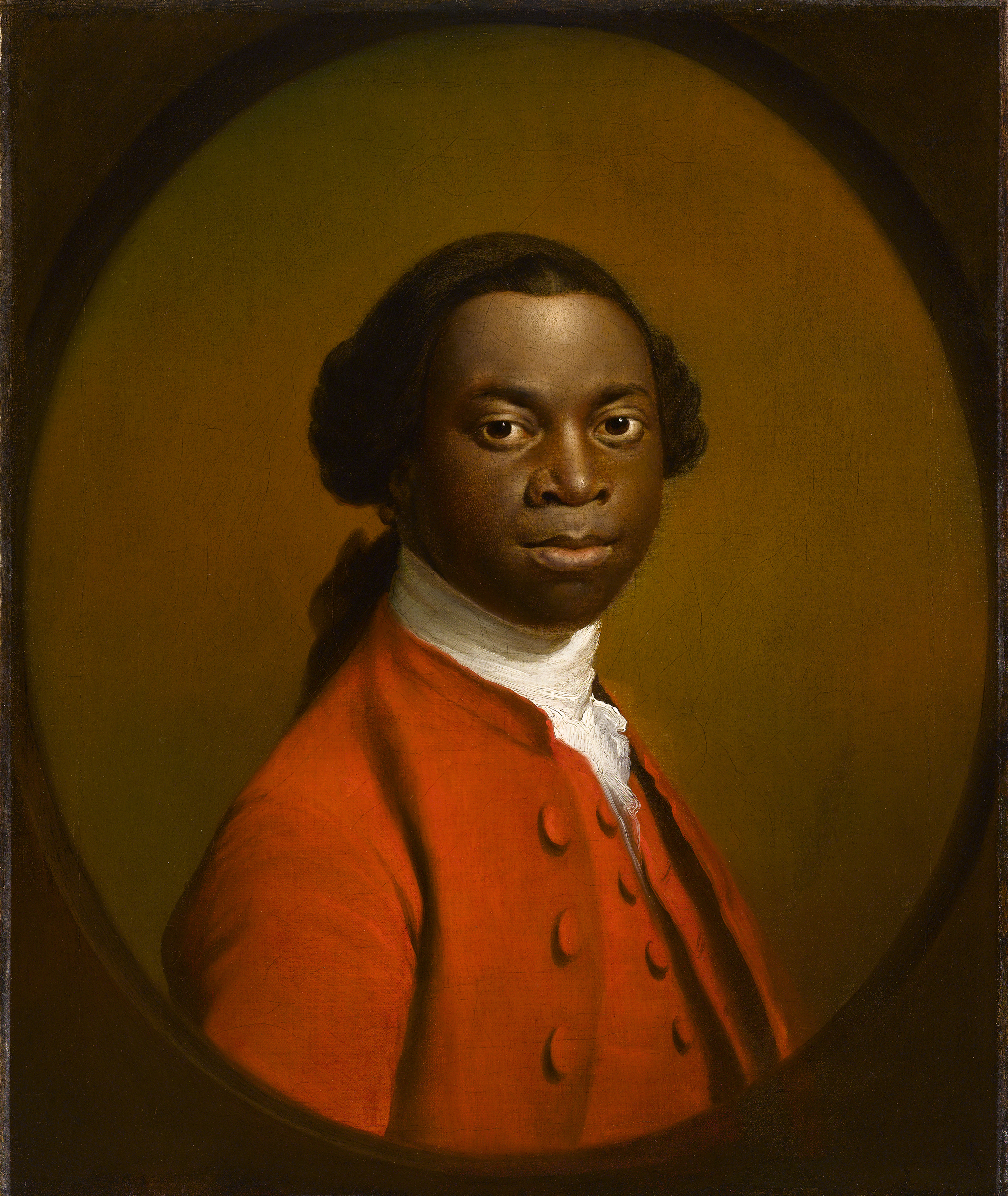
«Портрет мужчины в красном костюме» из Королевского мемориального музея Альберта в Эксетере. До 2006 года считалось, что на картине изображён Эквиано; затем было выдвинуто предположение об Игнатиусе Санчо, однако в 2019 году Патерсон Джозеф опроверг обе эти теории

В 1767 году он возвращается в Англию, где начинает учиться коммерции, парикмахерскому ремеслу и игре на валторне; в качестве стюарда совершает несколько плаваний в Вест-Индию, Южную Европу и Турцию. Служит у доктора Ирвинга, который занимается разработкой опреснительной установки. Вместе с ним с мая по сентябрь 1773 года участвует в полярной экспедиции Фиппса, намеревавшейся на двух бомбардирских кораблях разведать Северо-Восточный проход через Ледовитый океан. Корабли затерло льдами в районе Семи островов севернее Шпицбергена, они чудом спаслись.
В 1774 году Эквиано переживает глубокий духовный кризис и обращается в методизм. Совершает еще несколько плаваний в Вест-Индию и Южную Европу.
С ноября 1775 года участвует в коммерческом проекте доктора Ирвинга на Москитовом берегу в Центральной Америке в качестве управляющиго рабовладельческой плантации, на которой культивировались растения для получения дешевого заменителя оливкового масла, использовавшегося при чесании шерсти для предотвращения спутывания волокон из-за электризации. В июне 1766 года оставляет плантацию, с удивительными приключениями и опасностью для жизни выбирается с Москитового берега и возвращается в Англию.
В 1779 году служит у бывшего губернатора Сенегамбии Маттиаса Макнамары и предпринимает неудачную попытку получить назначение миссионером в Африку. До 1783 года находится на службе у начальника Дорсетширской милиции (полк резервистов), затем путешествует по Англии и Уэльсу, в 1784 году совершает еще несколько плаваний в Северную Америку.
В 1786 году знакомится с аболиционистами, вступает в группу «Сыны Африки», начинает активно печататься в британской прессе и участвовать в общественной полемике по поводу работорговли и рабства. В ноябре 1787 году назначается Комиссаром правительства для переселения черных бедняков из Англии в Сьерра-Леоне, но из-за разногласий с другими руководителями миссии покидает пост в марте 1788 года.
В 1789 году издает автобиографию («Удивительное повествование о жизни Олауды Эквиано», The Interesting Narrative of the Life of Olaudah Equiano), средства для которой собирает по подписке. В числе подписчиков — сотни видных общественных деятелей и сочувствующих делу освобождения рабов частных лиц.
В течение следующих пяти лет, когда выходят еще 8 изданий его книги, он неустанно путешествует по стране, собирая средства на переиздания и пропагандируя идеи аболиционизма. Эквиано не продал права на свою книгу издателям, как поступало подавляющее большинство авторов в то время, и для каждого нового издания собирал средства по подписке. Благодаря этому он сохранил авторский контроль над книгой и в каждое издание вносил правки и дополнения. Выходят переводы на голландский, немецкий и русский языки (с немецкого перевода, с многочисленными ошибками, пропусками и цензурными изъятиями). Книга также выходит в Северной Америке. С автором переводы не были согласованы, но он против них не возражал, полагая, что они способствуют делу аболиционизма.
В 1797 году умирает, оставив солидное наследство, заработанное изданиями своей книги.
Винсент Карретта, исследователь жизни Эквиано, писал: «При его жизни „Удивительное повествование“ выдержало впечатляющее число изданий — девять, хотя большинство выходивших в восемнадцатом веке книг не переиздавалось вообще ни разу. Еще несколько изданий появились в переработанном и нередко сокращенном виде в течение двух десятилетий после его смерти в 1797 году. Впоследствии, на протяжении первой половины девятнадцатого столетия, он кратко упоминался и иногда цитировался британскими и американскими противниками рабства. Он был еще хорошо памятен публике в 1857 году, когда имя „Густав Васа, Африканец“ появилось на надгробном камне его единственной пережившей детство дочери. Но затем Эквиано и „Удивительное повествование“ оказались, по-видимому, забыты по обе стороны Атлантического океана более чем на столетие. Угасание интереса к автору и его книге объяснялось, вероятно, переключением внимания публики с отмененной в 1807 год трансатлантической работорговли, главным участником которой была Британия, на запрещение самого рабства, особенно в Соединенных Штатах».

## Переводы автобиографии
На голландский:
- Merkwaardige levensgevallen van Olaudah Equiano of Gustavus Vassa, den Afrikaan, door hem zelven beschreeven (Rotterdam: Bij Pieter Holsteyn, 1790)

На французский:
- Olaudah Equiano ou Gustavus Vassa l’Africain: le passionnant récit de ma vie, Mfoumou-Arthur, Régine, éd, (Paris: L' Harmattan, 2002)

На немецкий:
- Olaudah Equiano’s oder Gustav Wasa’s, des Afrikaners merkwürdige Lebensgeschichte, trans. George Friedrich Benecke (Göttingen: Bey Johann Christian Dieterich, 1792)
- Merkwürdige Lebensgeschichte des Sklaven Olaudah Equiano, von ihm selbst veröffentlicht im Jahre 1789 (Frankfurt: Insel, 2002)

На русский:
- Жизнь Олаудаха Экиано или Густава Вазы Африканскаго родившагося въ 1745 году, имъ самимъ писанная. Съ присовокупленгемъ гравированнаго его портрета. Перевелъ съ немецкаго А. Т. Москва, Въ Тип. Селивановскаго, 1794.
- Удивительное повествование о жизни Олауды Эквиано, или Густава Васы, Африканца, написанное им самим. М. — Изд-во Common Place, 2022[4].

На испанский:
- Narración de la vida de Olaudah Equiano, el africano, escrita por él mismo: autobiografía de un esclavo liberto del S. XVIII, edición de Celia Montolío, (Madrid: Miraguano Ediciones, 1999)

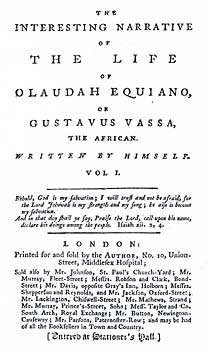
Титульная страница автобиографии Эквиано

## Семья в Британии
7 апреля 1792 г. Эквиано женился на белой англичанке Сюзанне Каллен (Susannah Cullen). У них родилось две дочери — Анна Мария 16 октября 1793 и Джоанна 11 апреля 1795.
Сюзанна умерла в феврале 1796 г. в возрасте 34 лет, а сам Эквиано — спустя год, 31 марта 1797 г., в возрасте около 52 лет. Вскоре после этого в возрасте 4 лет умерла старшая дочь, и всё наследство перешло к младшей дочери Джоанне, которая получила его в 21 год. Наследство составило £950, по тем временам это была значительная сумма, эквивалентная примерно £100,000 по состоянию на начало XXI в. Джоанна Васа вышла замуж за священника Генри Бромли, и они управляли общиной конгрегационистов в Клаверинге, графство Эссекс около Саффрон-Уолдена, а в середине XIX в. переехали в Лондон. Оба похоронены на конгрегационалистском кладбище Эбни-Парк в Сток-Ньюингтоне. По всей видимости, детей у них не было.
В честь Эквиано назван кратер на Меркурии.

## Спорный вопрос о происхождении
Винсент Карретта, профессор литературы Мэрилендского университета, автор книги «Эквиано Африканец: биография человека, который сделал себя сам» (англ. Equiano, the African: Biography of a Self-Made Man, 2005), указывает на то, что основной проблемой биографии Эквиано является его происхождение. Карретта предполагает, что Эквиано, возможно, выдумал своё происхождение из Африки и рассказ о том, как выжил во время плавания через Атлантический океан, но не столько для того, чтобы заработать на книге, сколько с тем, чтобы помочь движению против работорговли, рассказав устами очевидца об ужасах Срединного прохода Треугольной торговли. Кроме того, в известном смысле у него при публикации книги просто не было другого выхода: если до этого он долгие годы позиционировал себя как выходца из Африки, он уже не мог вдруг заявить об обратном.
Карретта обнаружил записи о крещении в лондонской церкви и списки экипажей кораблей, на которых он служил во время Семилетней войны и в полярной экспедиции, где в качестве страны происхождения Густава Васы указывалась Южная Каролина. Наибольшую проблему для сторонников подлинности африканского происхождения Эквиано представляет то, что источником информации о происхождении из Каролины были не работорговцы, а сам Эквиано. Хотя указанное свидетельство можно считать побочным, его трудно оспорить, поэтому группа исследователей, включая Пола Лавджоя, пытается обнаружить факты в доказательство того, что Эквиано действительно происходил из Африки. До настоящего времени таких доказательств, за исключением его собственного рассказа, нет. Оппоненты Карретты указывают на огромный риск, которому подвергал себя Эквиано, заявляя об африканском происхождении, поскольку могли найтись свидетели его каролинского детства. При жизни Эквиано действительно появлялись обвинения в том, что он выдумал свое африканское детство, однако в качестве настоящей его родины назывался датский остров Санта-Крус.
Сильной критике подверглась работа афроамериканской исследовательницы Обиануджу Кэтрин Ачолону «Корни Олауды Экиано в народе игбо: антропологическое исследование» (англ. The Igbo Roots Of Olaudah Equiano: An Anthropological Research, 1989). Она пыталась отождествить деревню Эссака, которую упоминает Эквиано, с якобы существовавшим старинным нигерийским городом Иссаку, который, однако, вообще не был известен до появления книги Ачолону. На грубые ошибки в книге Ачолону указывали даже нигерийские историки.
В целом аргументы за и против африканского происхождения Эквиано сводятся к следующему:
|                                        | В пользу американского происхождения | В пользу африканского происхождения |
| -------------------------------------- | --- | --- |
| Письменные свидетельства               | В крестильной записи от 9 февраля 1759 году местом рождения указана Каролина, а в списке экипажа полярной экспедиции Фиппса (1773) — Южная Каролина. Обе записи по всей видимости сделаны с его слов. | В то время не существовало места под названием Каролина, были провинции Северная и Южная Каролина. В автобиографии местом рождения указана провинция Эссака в африканском царстве Бенин. |
| Косвенные биографические свидетельства | Эквиано неверно указывает год, когда его привезли из Америки в Англию. Начиная с прибытия в Англию сообщаемые им факты в основном подтверждаются внешними источниками, в то время как сведения о предшествующей жизни расплывчаты, а иногда ошибочны. Многое в его рассказах об Африке не могло быть известно ребенку, совпадая с описаниями Африки белыми путешественниками.                                              | Эквиано покинул Африку в столь юном возрасте, что многое мог позабыть или перепутать. Однако точность повествования о последующей жизни позволяет предположить, что и в других частях рассказа он стремился к точности. Он не скрывает, что при описании Африки пользовался другими источниками и иногда прямо на них ссылается (хотя и не всегда). |
| Мотивы Эквиано                         | При написании автобиографии главным для Эквиано была борьба с работорговлей, и он мог принести точность рассказа в жертву этой борьбе, придумав себе африканское происхождение, чтобы представить публике рассказ «от первого лица». У него не было такой мотивации и нужды скрывать свое истинное происхождение при крещении и во время морской службы (на британском военном флоте отсутствовала расовая дискриминация). | Борьба с работорговлей заняла столь важное место в его жизни, что он не стал бы подвергать риску свою репутацию и дискредитировать дело аболиционизма. При крещении и во время морской службы он мог скрыть свое африканское происхождение, так как стеснялся его или ожидал какой-либо дискриминации. При крещении он еще плохо владел языком и, например, вопрос «Откуда ты?» мог понять как «Откуда ты приехал в Англию?». В дальнейшем он мог следовать этой «легенде» во избежание сложностей, тем более что не придавал этому никакого значения на протяжении большей части жизни. |
| Восприятие современников               | Автобиографический жанр виделся читателям не серьезным научным трудом, а, скорее, художественным произведением, в котором допустим элемент вымысла. Кроме того, читателям было бы трудно проверить факты, относящиеся к американскому этапу жизни Эквиано, особенно в условиях англо-американской войны 1765—1773 годов.                                                                                                   | Даже когда сообщение между странами было затруднено, существовал риск, что истинное происхождение Эквиано будет раскрыто кем-либо, знавшим его в раннем детстве, и особенно после выхода американского издания в 1791. Эквиано не стал бы подвергать такому риску дело аболиционизма, которому посвятил последнюю часть жизни. Он был активным участником острой политической дискуссии о работорговле, участники которой не стеснялись в средствах. Даже в своей книге он помещает ответ на обвинение в том, что на самом деле родился на датском Санта-Крусе.                          |
| Психологический аспект                 | Будучи при крещении маленьким запуганным мальчиком, он должен был страшиться какой-либо лжи, тем более в присутствии хорошо знавших его людей (сестер хозяина). | Будучи при крещении маленьким запуганным мальчиком, он мог бояться назвать страной своего происхождения Африку, представлявшуюся дикой и варварской. Знавшие же правду могли не настаивать на истине, чтобы облегчить ему адаптацию. |

### Изображение в кино и на телевидении
- Let Justice Be Done Mixed Blessings Theatre Group. 2008 play with Equiano playing a possible part in a meeting with the Earl of Mansfield in the late 1770s
- African Snow Riding Lights Theatre Company. 2007 play featuring Equiano’s story
- Amazing Grace official US website
- A Son of Africa 1998 short film distributed by California Newsreel

### Вопрос о месте происхождения
- Autobiography and Memory: Gustavus Vassa, alias Olaudah Equiano, the African Paul E. Lovejoy. May-October 2005.
- «Where Was Olaudah Equiano Born?»  Brycchan Carey’s list of Africanist/Americanist positions. (accessed 11 June 2007)
- Unraveling the Narrative Jennifer Howard. The Chronicle of Higher Education, September 9, 2005.
- Olaudah Equiano: A Critical Biography Brycchan Carey. 13 December 2005.